# Рожньои, Каталин
Каталин Шаги-Рожньои (венг. Katalin Sági-Rozsnyói; 20 ноября 1942, Будапешт) — венгерская гребчиха-байдарочница, выступала за сборную Венгрии в конце 1960-х годов. Серебряная призёрша летних Олимпийских игр в Мехико, чемпионка Венгрии. Также известна как тренер по гребле на байдарках и каноэ, шесть раз признавалась лучшим тренером страны.

## Биография
Родилась 20 ноября 1942 года в Будапеште. Активно заниматься греблей начала с раннего детства, проходила подготовку в столичном спортивном клубе «Уйпешти».
Первого серьёзного успеха на взрослом международном уровне добилась в 1968 году, когда попала в основной состав венгерской национальной сборной и благодаря череде удачных выступлений удостоилась права защищать честь страны на летних Олимпийских играх 1968 года в Мехико. Вместе с напарницей Анной Пфеффер завоевала в двойках на пятистах метрах серебряную медаль, уступив в финале только немецкому экипажу Росвиты Эссер и Аннемари Циммерман.
После Олимпиады Рожньои, тем не менее, не добилась сколько-нибудь значимых результатов на крупнейших международных регатах и вскоре приняла решение завершить спортивную карьеру. Впоследствии стала довольно успешным тренером по гребле на байдарках и каноэ, в частности в 2000-х годах шесть раз подряд признавалась лучшим тренером Венгрии по версии Венгерской ассоциации спортивных журналистов, пока в 2007 году её не опередил тренер по теннису Золтан Кухарски.